# Palpsprötfly
Palpsprötfly (Polypogon tentacularia) är en fjärilsart som beskrevs av Carl von Linné 1758. Palpsprötfly ingår i släktet Polypogon och familjen nattflyn. Arten är reproducerande i Sverige. Inga underarter finns listade i Catalogue of Life.

## Bildgalleri

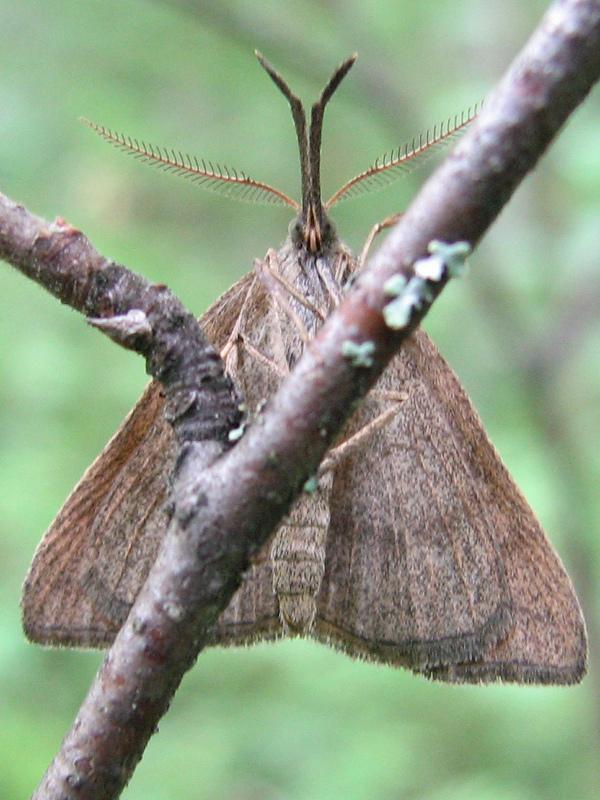